# Owocnik

Typy askokarpów: Od lewej: apotecjum, perytecjum, klejstotecjum, gymnotecjum

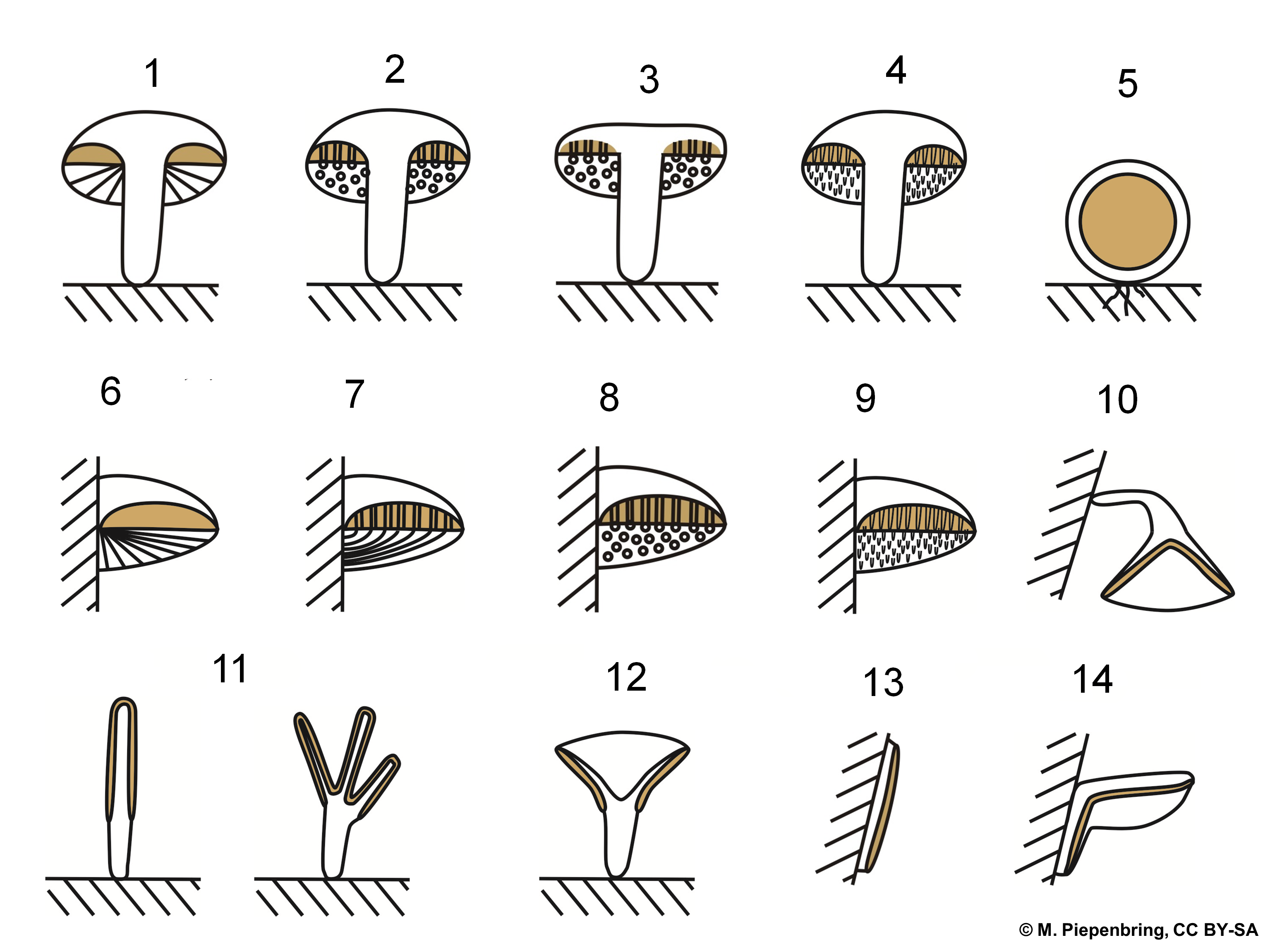
Typy bazydiokarpów
1 – kapeluszowy blaszkowaty, 2 – kapeluszowy rurkowaty, 3 – polyporoidalny, 4 – kapeluszowy kolczasty, 5 – zamknięty, 6,7 – hubiasty blaszkowy, 8 – hubiasty polyporoidalny, 9 – hubiasty kolczasty, 10 – cyfelloidalny, 11 – klawarioidalny, 12 – kantarelloidalny, 13 – rozpostarty, 14 – rozpostarto-odgięty

Owocnik, karpofor, sporofor, sporokarp – zbita część grzybni, w której na zewnątrz lub wewnątrz powstają zarodniki płciowe (mejospory). Owocniki występują głównie u grzybów wyższych; workowców i podstawczaków. Ich budowa jest charakterystyczna dla różnych grup grzybów. Wyróżnia się w nich dwa rodzaje grzybni: płonną – hamatecjum, stanowiącą rusztowanie – i zarodnionośną – hymenium (obłocznię), w której wytwarzane są zarodniki.

## Funkcje owocników
- wytwarzanie zarodników,
- odstraszanie mykofagów poprzez tworzenie substancji odstraszających, odstraszającą barwę, występujące na ich powierzchni twarde włoski, łuski, cystydy, szczecinki,
- u gatunków rozsiewanych przez mykofagów zwabianie ich zapachem, barwą (np. u trufli),
- różnego rodzaju inne przystosowania ułatwiające rozprzestrzenianie się zarodników (np. geotropizm, mechaniczne wyrzucanie zarodników i inne)[3]

## Typy owocników
Owocniki grzybów workowych noszą nazwę askokarpu. Wyróżnia się następujące ich typy:
- apotecjum (miseczka)
- chasmotecjum
- gymnotecjum
- klejstotecjum
- perytecjum (otocznia)
- pseudotecjum.

Owocniki grzybów podstawkowych to bazydiokarpy. Istnieje ogromna różnorodność ich kształtów. Ważniejsze typy budowy bazydiokarpów:
- zamknięte (angiokarpiczne), czyli wnętrzniaki, w których płodna gleba z podstawkami znajduje się wewnątrz zamkniętego owocnika (np. purchawki Lycoperdon)[4].
- otwarte (gymnokarpiczne), w których hymenium znajduje się na zewnętrznej powierzchni owocnika tworząc tzw. hymenofor[5]. Wśród nich wyróżnia się wiele typów:
  - rozpostarte lub resupinowate – płaskie, całą powierzchnią przylegające do podłoża,
  - rozpostarto-odgięte – częściowo przylegające z brzegami odstającymi od podłoża,
  - cyfelloidalne – tarczkowate, rurkowate, kubkowate lub miseczkowate,
  - klawarioidalne – pałeczkowate, maczugowate lub krzaczasto rozgałęzione,
  - siedzące – przyrośnięte bokiem lub grzbietem do podłoża. Występują np. u grzybów nadrzewnych, zwanych popularnie hubami. Mogą mieć kształt blaszkowaty, wachlarzowaty, konsolowaty, nerkowaty, trójkątny, kopytkowaty, poduszeczkowaty, języczkowaty;
  - kapeluszowe – zbudowane z kapelusza lub główki i trzonu. Zwykle mają osłonę całkowitą i częściową, na trzonie mogą mieć pierścień, bulwę lub pochwę. Mogą mieć różnorodny hymenofor[5][6][7].

Ze względu na miejsce tworzenia owocnika wyróżnia się:
- owocniki podziemne, czyli hypogeiczne, zwane sporokarpami,
- owocniki półpodziemne,
- owocniki nadziemne, czyli hypogeiczne[5].

Twory grzybniowe, w których powstają zarodniki bezpłciowe (mitospory) to konidiomy.

## Czas życia owocników
Niektóre są bardzo krótkotrwałe, ich czas życia nie przekracza jednej doby, niektóre mogą istnieć i wytwarzać zarodniki przez wiele lat. Pod względem trwałości owocniki dzieli się na dwie grupy:
- owocniki jednoroczne, których czas życia wynosi od kilku tygodni do kilku miesięcy. Przed zimą giną, niektóre jednak mogą przetrwać zimę (gdy jest łagodna) i rosnąć w następnym sezonie wegetacyjnym,
- owocniki wieloletnie, które na tym samym podłożu rozwijają się przez wiele lat.

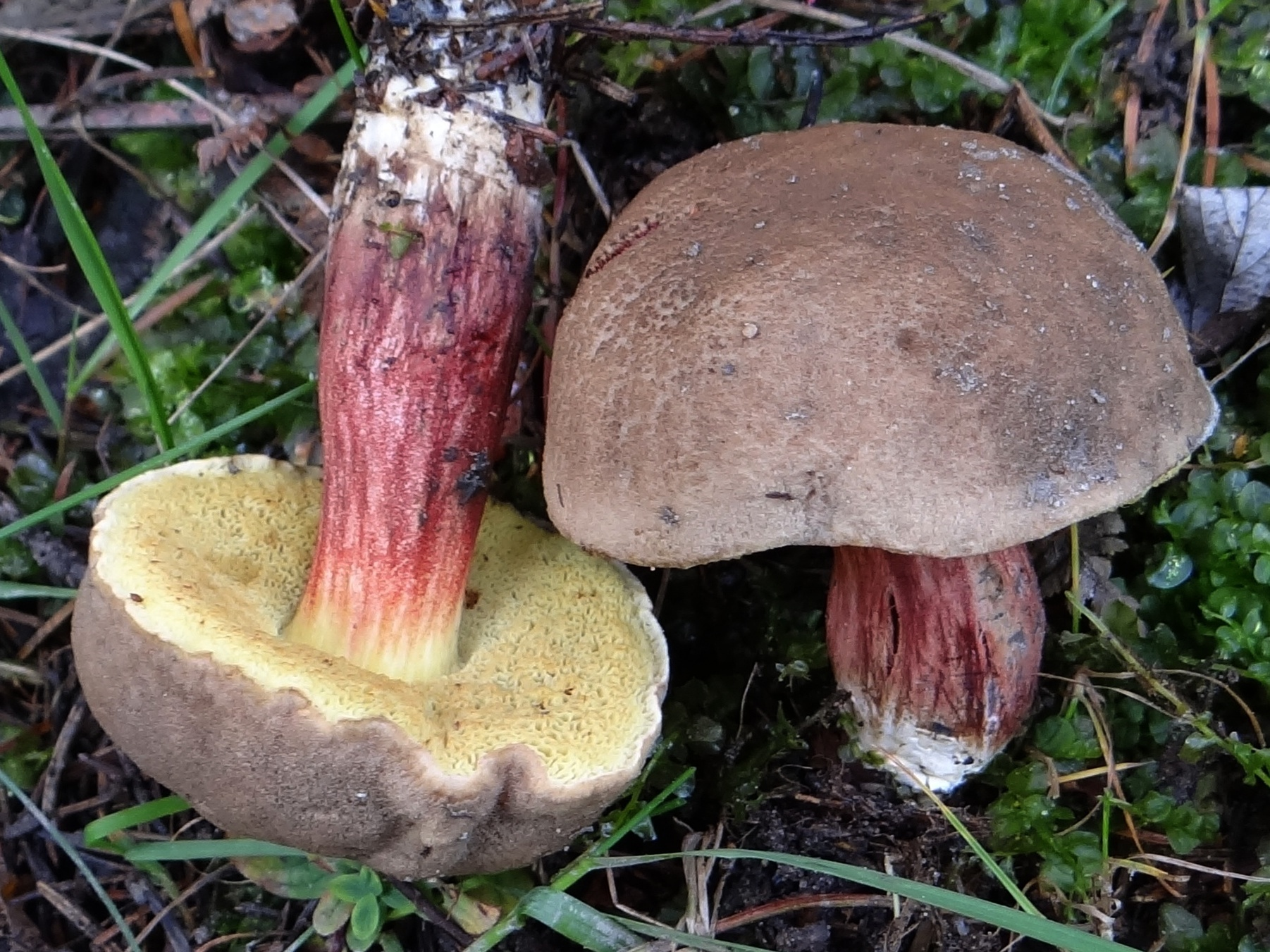
Owocniki grzyba kapeluszowego (suchogrzybek złotopory)
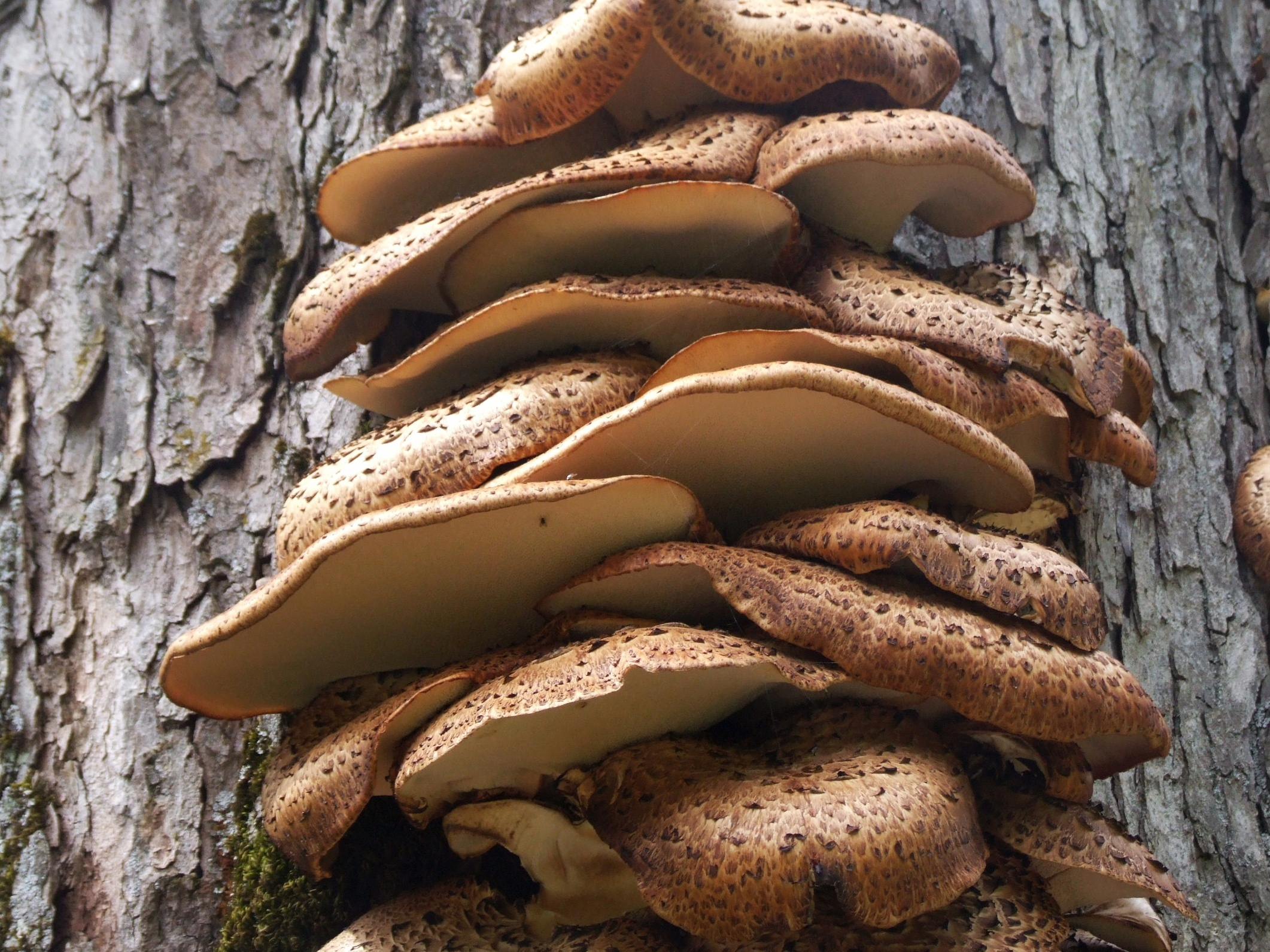
Owocniki hubiaste (żagwiak łuskowaty)
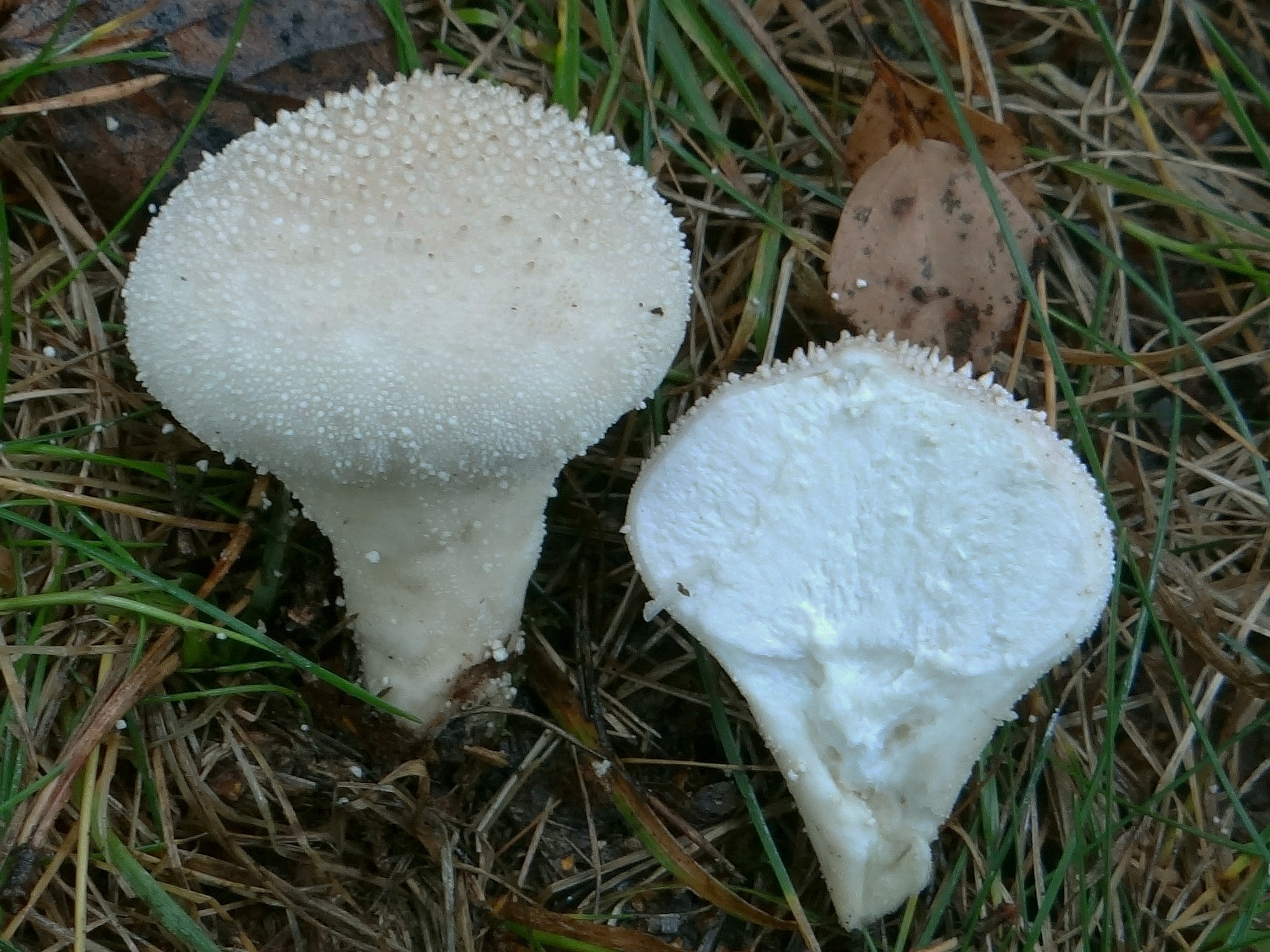
Owocniki zamknięte (purchawka chropowata)
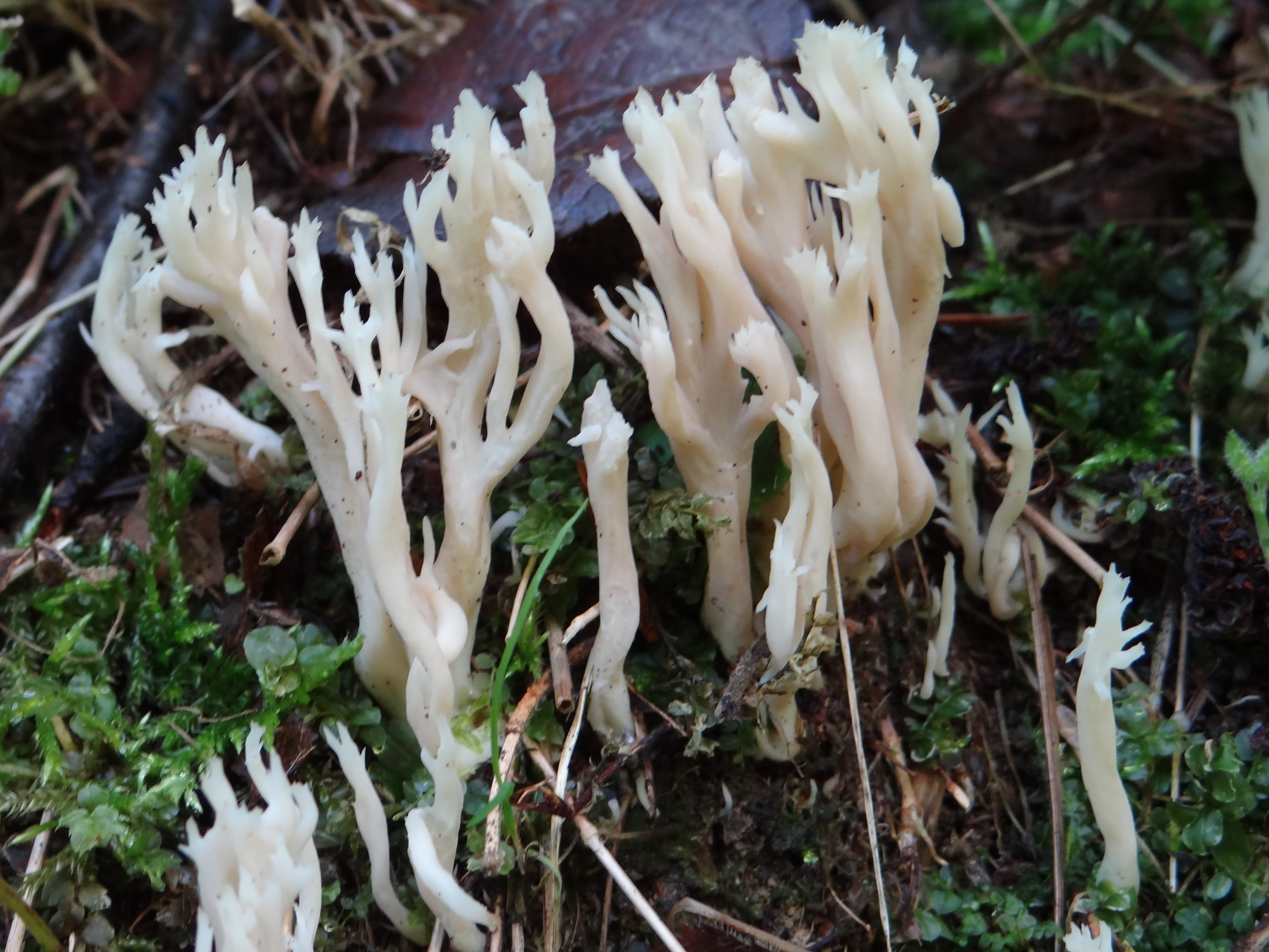
Owocniki klawarioidalne goździeńczyka grzebieniastego
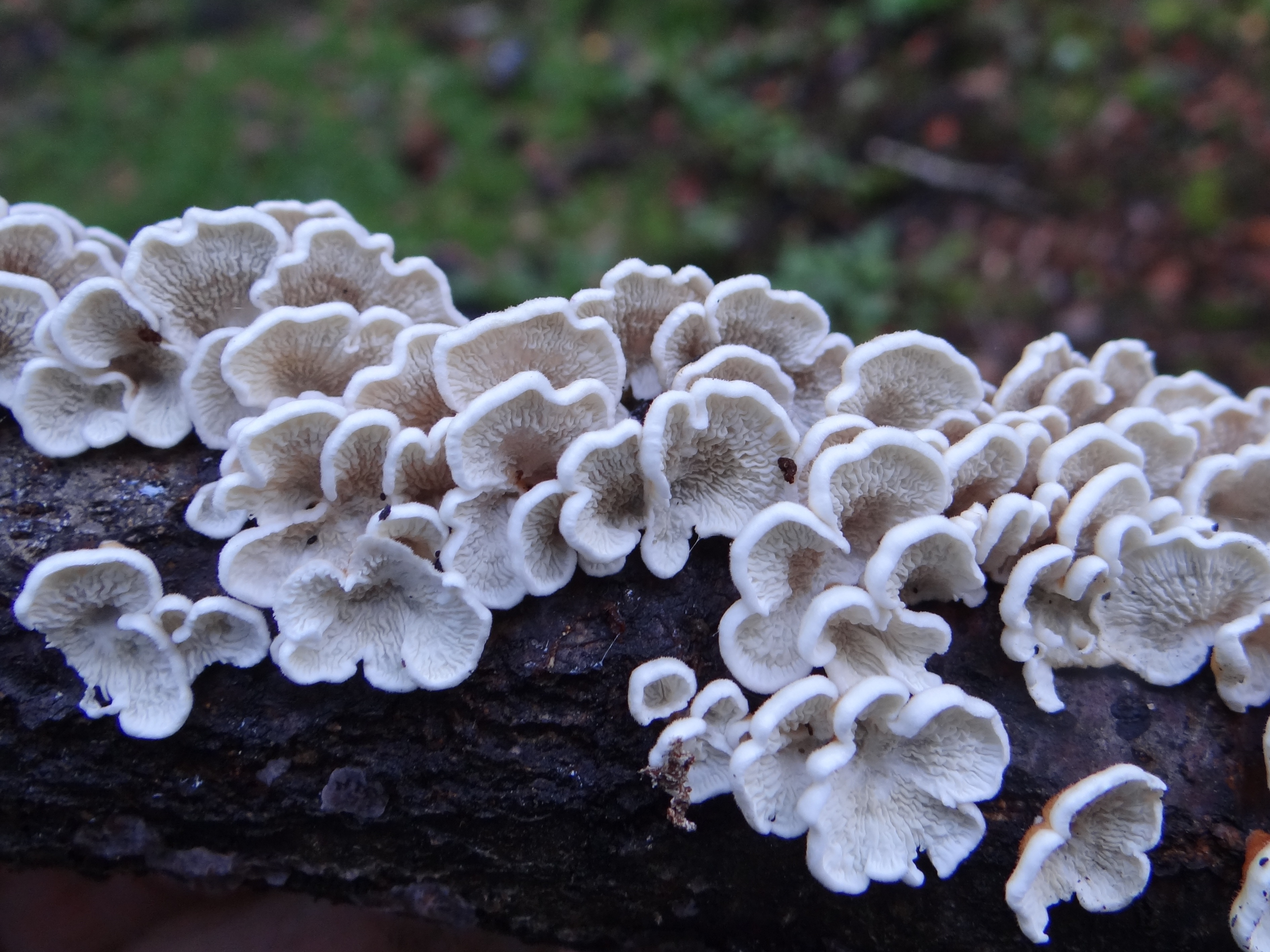
Owocniki cyffeloidalne fałdówki kędzierzawej
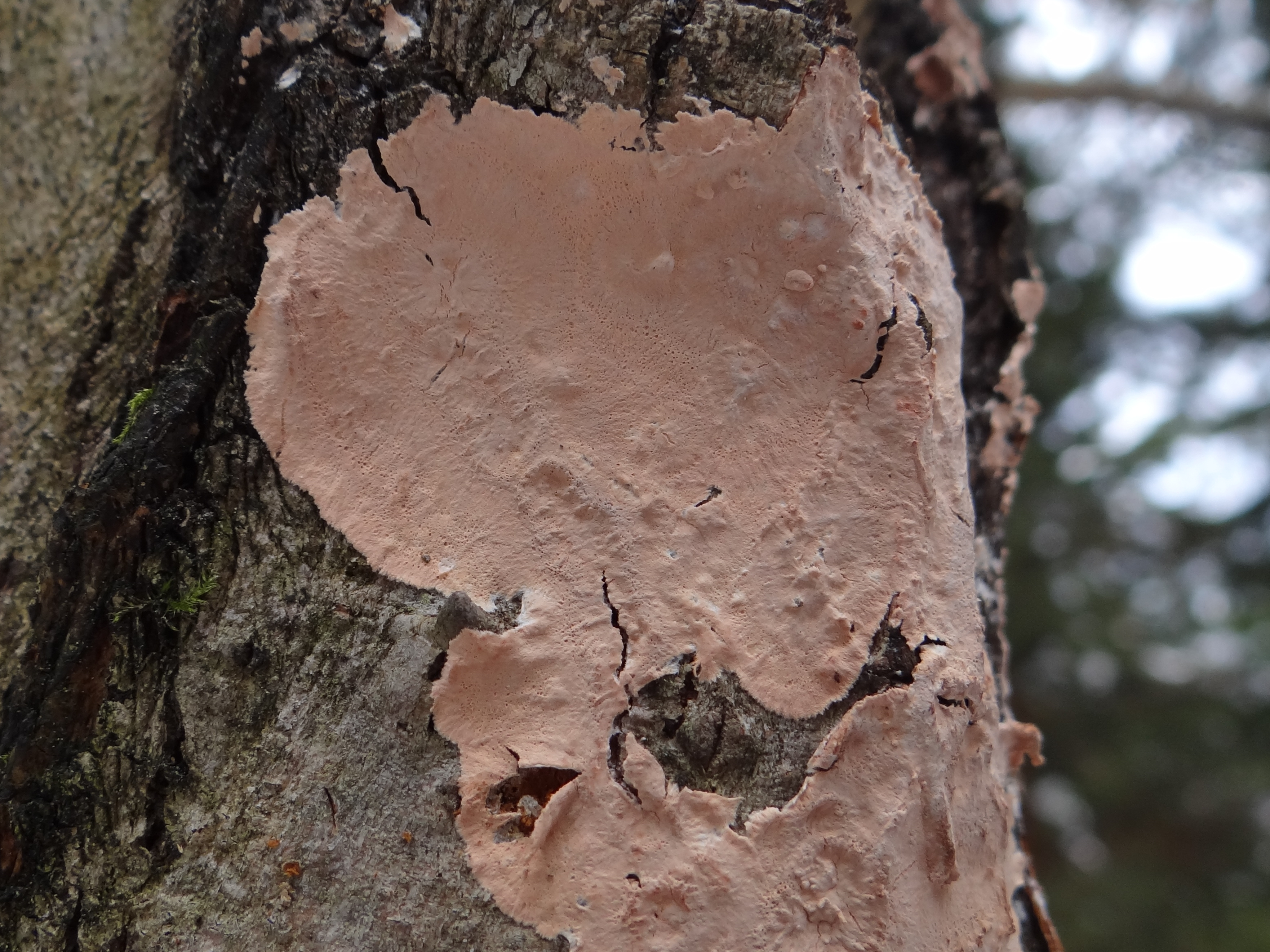
Owocnik kortycjoidalny powłocznicy wierzbowej